# Leon Pryce

a Compétitions nationales et continentales officielles uniquement.

b Matchs officiels uniquement.
Leon Pryce, né le 9 octobre 1981 à Bradford, est un joueur de rugby à XIII anglais d'origine jamaïcaine évoluant à différents postes (ailier, arrière ou centre) dans les années 1990, 2000 et 2010. Il a été sélectionné en sélection anglaise et sélection britannique, participant avec la première aux coupes du monde 2000 et 2008. En club, il a débuté en 1998 à Bradford Bulls où il est resté près de dix années avant de rejoindre St Helens RLFC en 2006 puis les Dragons catalans en 2011.

## Biographie
À l'âge de seize ans, Leon Pryce est le capitaine de l'équipe d'Angleterre scolaire de rugby à XIII, formé à l'académie des Bradford Bulls après une formation amateur au Queensbury, il dispute huit saisons chez les Bulls, disputant cinq finales de Super League dont celle de 2005 où il est élu homme du match.
En 2006, il rejoint St Helens RLFC après que les Bulls ne renouvellent pas son contrat car Pryce désire jouer demi d'ouverture ce que lui propose St Helens. Il remporte dès sa première saison en 2006 la Challenge Cup et la Super League. En 2007 et 2008, il empoche de nouveau la Challenge Cup, étant désigné homme du match lors de la finale en 2007. Il dispute quatre autres finales de Super League mais toutes perdues.
Fin 2010, il tente une expérience en dehors de l'Angleterre en s'engageant avec les Dragons Catalans, devenant le premier international anglais à s'y engager.

## Palmarès
- Collectif :
  - Vainqueur de la Super League : 2001, 2003, 2005 (Bradford Bulls) et 2006 (St Helens RLFC).
  - Vainqueur de la Challenge Cup : 2000, 2003 (Bradford Bulls) et 2006, 2007 et 2008 (St Helens RLFC).
  - Finaliste de la Super League : 1999, 2002 (Bradford Bulls) et 2007, 2008 et 2009 (St Helens RLFC).

- Individuel :
  - Meilleur joueur de la finale de la Super League : 2005 (Bradford Bulls).